# NGC 1111
NGC 1111 je galaksija u zviježđu Ovan.

## Vanjske poveznice
- SEDS: NGC 1111